# Belairia
Genre
Synonymes
- Pictetia DC. (préféré par BioLib)[2]

Belairia est un genre de plantes à fleurs dicotylédones de la famille des Fabaceae, sous-famille des Faboideae, originaire de Cuba, qui comprend deux espèces acceptées.

## Liste d'espèces
Selon The Plant List (30 octobre 2018) :
- Belairia angustifolia (Griseb.) Borhidi
- Belairia ternata Griseb.